# Sphaerocardamum stellatum
Sphaerocardamum stellatum là một loài thực vật có hoa trong họ Cải. Loài này được (S. Watson) Rollins miêu tả khoa học đầu tiên năm 1984.